# Яковлев, Александр Яковлевич
Я́ковлев Алекса́ндр Я́ковлевич (3 сентября 1894, Актай, Ядринский уезд, Казанская губерния — 1948) — советский государственный деятель. Заместитель председателя СНК Чувашской АССР.
В 1937 году репрессирован по делу «чувашской буржуазно-националистической организации».

## Биография
Родился в чувашской семье в 1894 году в деревне Актай. Окончил Чувашско-Сорминскую школу (1907), Симбирскую чувашскую учительскую школу (1913), Московский плановый институт (1931).
Один год (с сентября 1913 года) Александр Яковлев проработал учителем в Орининском начальном училище и два года в Моргаушском начальном училище Козьмодемьянского уезда, до марта 1916 года.
В марте 1916 года А. Я. Яковлев был призван на службу в состав действующей царской армии в 101 пехотный запасной полк (в Саранске). В конце октября 1916 года он был командирован в Саратовскую школу прапорщиков, которую окончил 07 февраля 1917 года со званием прапорщика. С февраля по июнь 1917 года находился на службе в 96 пехотном запасном полку в Симбирске в должности офицера роты. В период Февральской революции в Симбирске образовалась чувашская военная организация, которая объединяла солдат-чуваш. В этой организации Яковлев среди солдат вёл работу по разъяснению текущих событий, читал газеты и т. д. В июне 1917 года Александр Яковлев был отправлен на Западный фронт под Молодечно в Троицкий 107-й пехотный полк, где состоял в должности командира взвода. Здесь же он участвовал в Октябрьской революции в качестве члена полкового Военно-революционного комитета. По демобилизации — сотрудник Козьмодемьянского уездного совета.
С осени 1918 года в РККА: штабной работник, помощник начальника штаба и начальник оперативной части штаба Приуральского военного округа, помощник начальника штаба Западно-Сибирского военного округа.
С 1923 года начальник областного земельного отдела, нарком земледелия, заместитель председателя СНК (одновременно председатель Плановой комиссии) Чувашской АССР.
С ноября 1926 года по май 1927 года — председатель СНК Чувашской АССР, затем заместитель представителя Чувашской АССР при ВЦИК. В 1930-х годах заместитель председателя Госплана, заместитель председателя СНК Чувашской АССР.
Арестован 4 мая 1938 года. Обвинение: Являлся одним из руководителей антисоветской организации, занимался антисоветской деятельностью.
16 сентября 1941 года Особое совещание при НКВД СССР постановило заключить А. Я. Яковлева к 8 годам лишения свободы в ИТЛ, считая срок с 4 мая 1938 года, по статье 58 п.7 УК РСФСР.
Умер в 1948 году в заключении.
Дата реабилитации Президиумом Верхсуда ЧАССР: 30 ноября 1955 г. Основания реабилитации: «Постановление Особого совещания при НКВД в отношении Яковлева отменить и дело производством прекратить за отсутствием в его действиях состава преступления.»

## Личная жизнь
До ареста проживал в городе Чебоксары по улице Чернышевского (д.10, кв.5).